# St. Jakobus (Brochenzell)

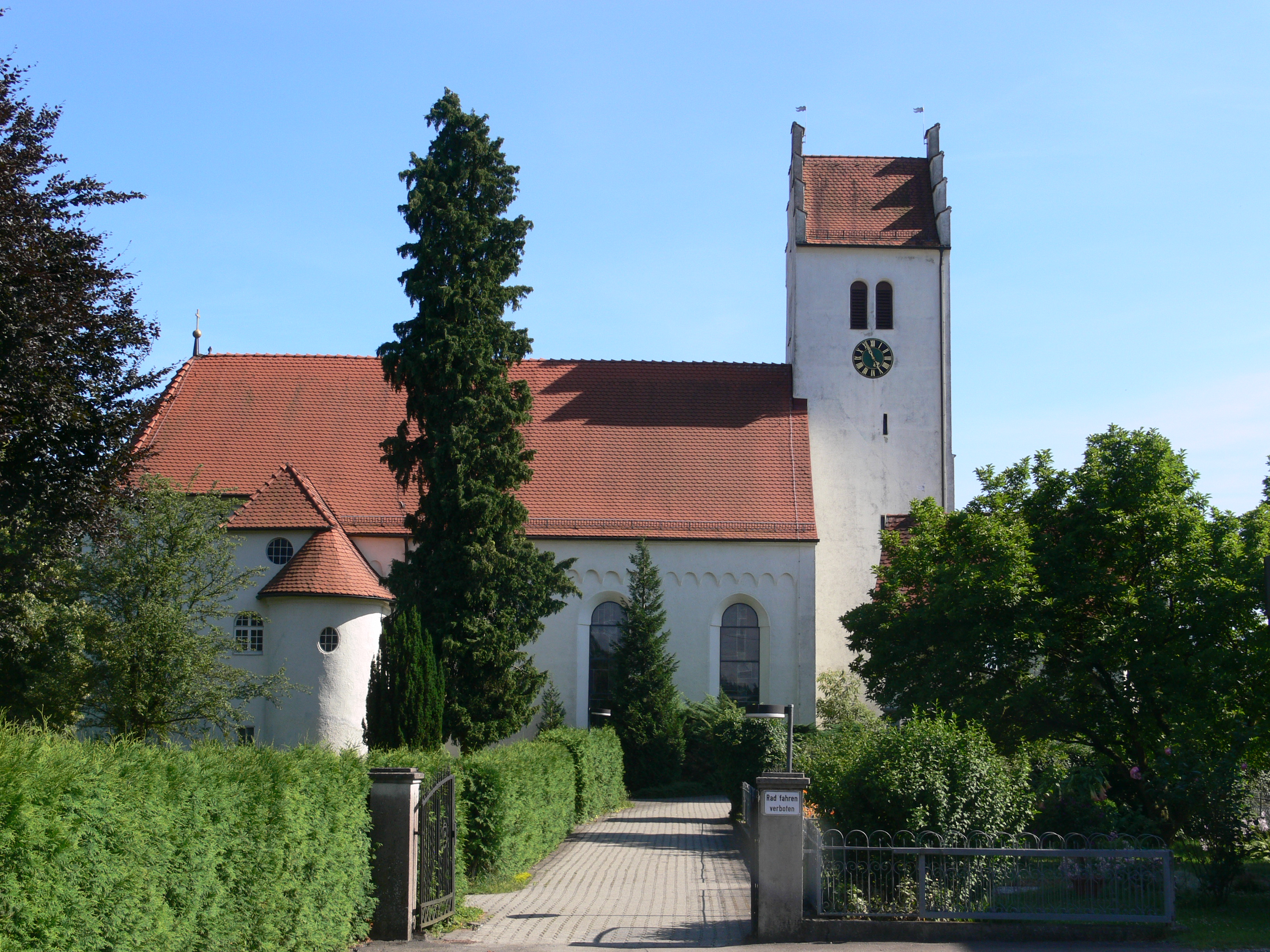
Pfarrkirche von Norden

Die römisch-katholische Pfarrkirche St. Jakobus der Ältere steht in
Brochenzell, einem Gemeindeteil von Meckenbeuren im Bodenseekreis in Baden-Württemberg. Die ursprüngliche Kirche wurde im Jahr 1275 erbaut und ist das älteste Kirchengebäude in der Gemeinde Meckenbeuren. Die Kirchengemeinde gehört zur Diözese Rottenburg-Stuttgart, Kirchenpatron ist der Apostel Jakobus der Ältere. Die Kirche ist als Denkmal beim Landesamt für Denkmalpflege Baden-Württemberg eingetragen. Sie ist eine Station am Jakobsweg.

## Geschichte

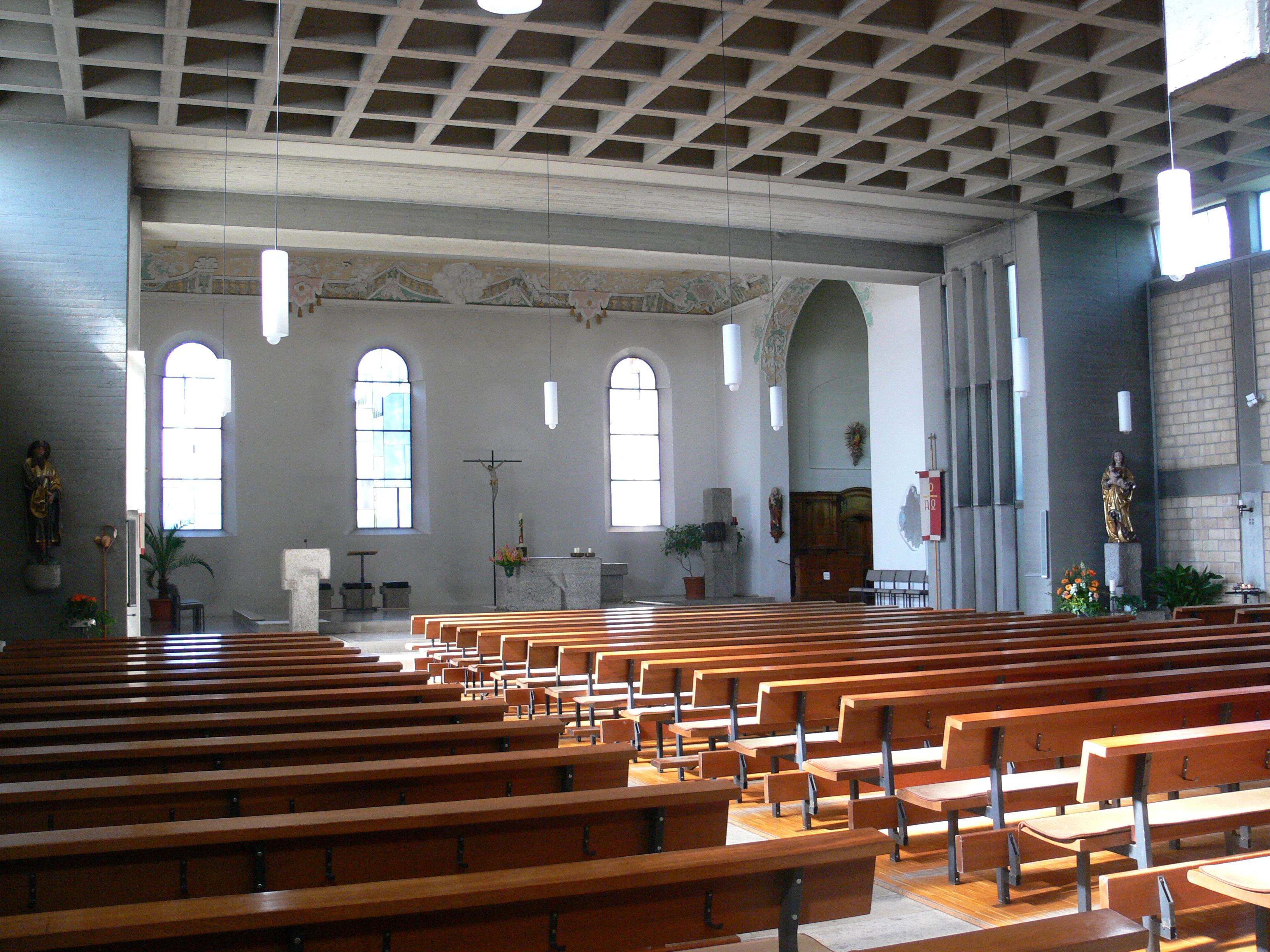
Alt und neu: Hauptschiff

Die einschiffige Kirche mit Ausrichtung nach Osten entstand vermutlich in der Zeit der zu Ende gehenden Spätromanik in der ersten Hälfte des 13. Jahrhunderts als spätmittelalterliche Basilika. Eng verbunden mit dem aufkommenden Ortsnamen Brochenzell, der sich von gebrochener Zelle ableitet, wird in einem Konstanzer Investiturprotokoll von 1466 die Kirche als ruinosum, also als Ruine, bezeichnet.
Die Herren von Humpis, die die Herrschaft Brochenzell erwarben und das benachbarte Schloss erbauten, ließen auch die Kirche baulich verändern und gaben ihr schließlich 1624 ein gotisches Aussehen. 1734 wurde das Kirchengebäude barockisiert.
In den 1970er Jahren folgte ein grundlegender Umbau, der aufgrund des starken Bevölkerungszuwachses nötig wurde.

## Ausstattung
Die Saalkirche besteht aus einem Langhaus, einem eingezogenen, dreiseitig geschlossenen Chor im Osten und einem Kirchturm im Westen. Die mittelalterlichen Geschosse des Kirchturms wurden aufgestockt, um die Turmuhr und den Glockenstuhl unterzubringen, und mit einem Satteldach zwischen Staffelgiebeln bedeckt. An das Langhaus wurde 1971 nach Süden ein neues Kirchenschiff angebaut. Das alte Langhaus dient nunmehr als neuer Chor, während der alte Chorraum mit dem Rosenkranzaltar die Aufgabe einer Taufkapelle erhielt. Zur Kirchenausstattung gehört ein Hochaltar aus dem frühen 18. Jahrhundert, der ursprünglich im Kloster der Dominikaner in Löwental stand. Das Altarretabel mit der Darstellung eines Rosenkranzgebets stammt von Johann Michael Feuchtmayer dem Jüngeren.

### Rosenkranzaltar
Das bedeutendste Kunstwerk in der Kirche stellt der 1817 erworbene Rosenkranzaltar dar. Dieser stammte ursprünglich aus dem Dominikanerinnenkloster Löwental und wurde 1683/84 von Hans Georg Winkel in Bregenz geschaffen. Das Altarbild stammt von J. Feuchtmayr (um 1730).

### Heilig-Kreuz-Kapelle
In unmittelbarer Nachbarschaft zur Pfarrkirche befindet sich die 1622 von Ortspfarrer Urban Lidel errichtete Heilig-Kreuz-Kapelle. Sie wurde im 18. Jahrhundert durch den Bau einer Vorhalle erweitert und fungiert heute als Gedenkstätte für die Gefallenen der beiden Weltkriege.

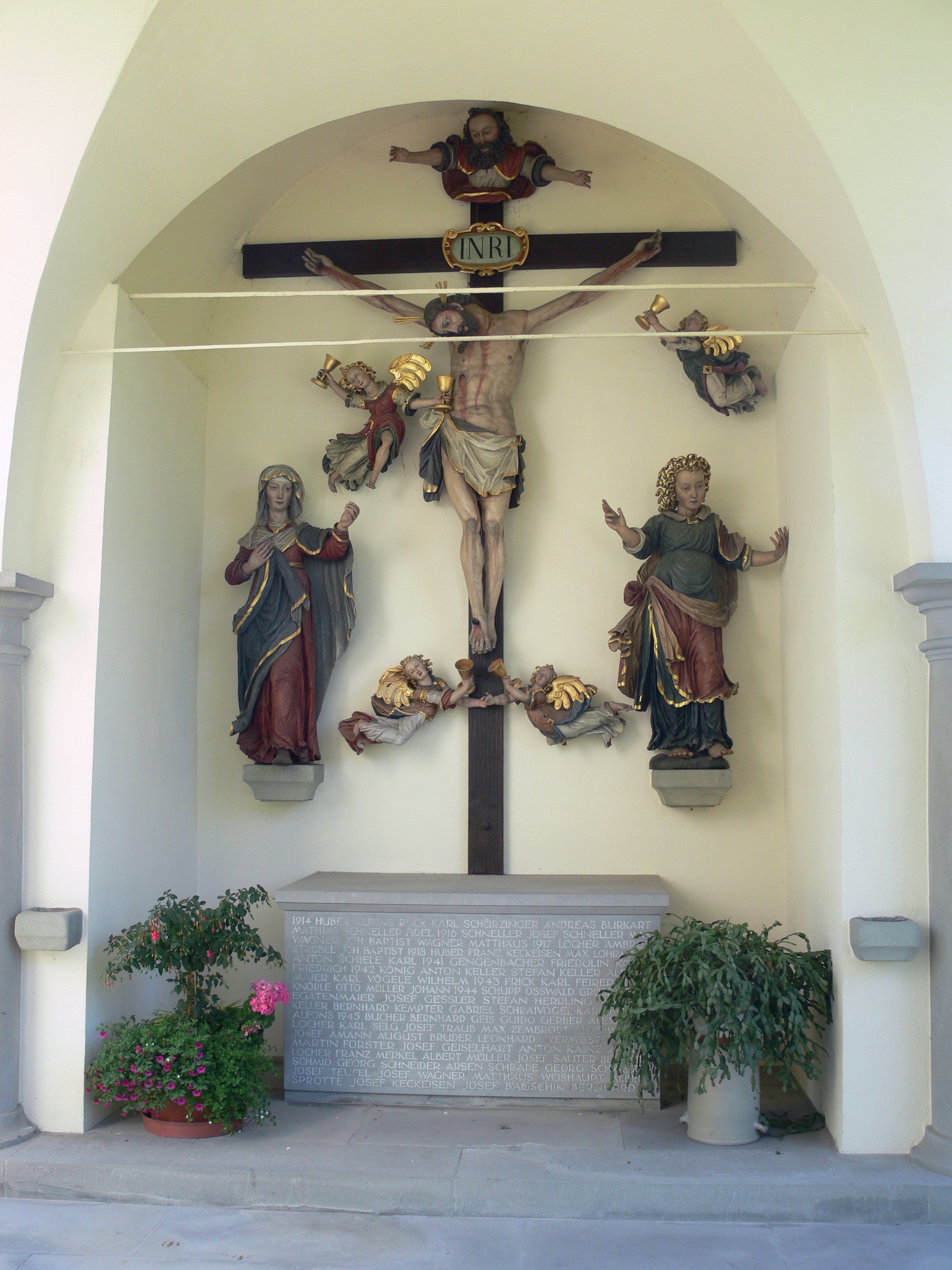
Heilig-Kreuz-Kapelle
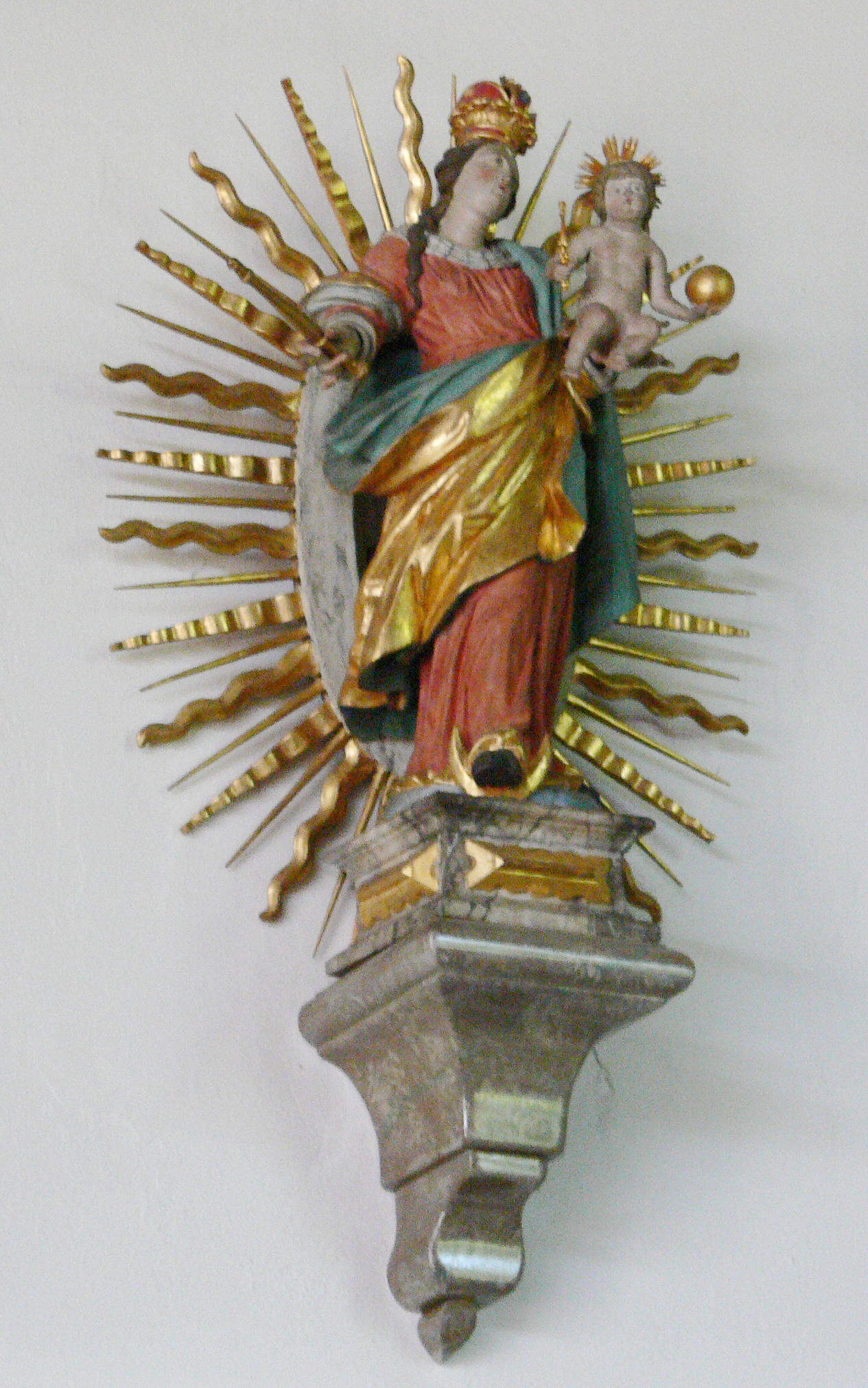
Strahlenkranz-Madonna
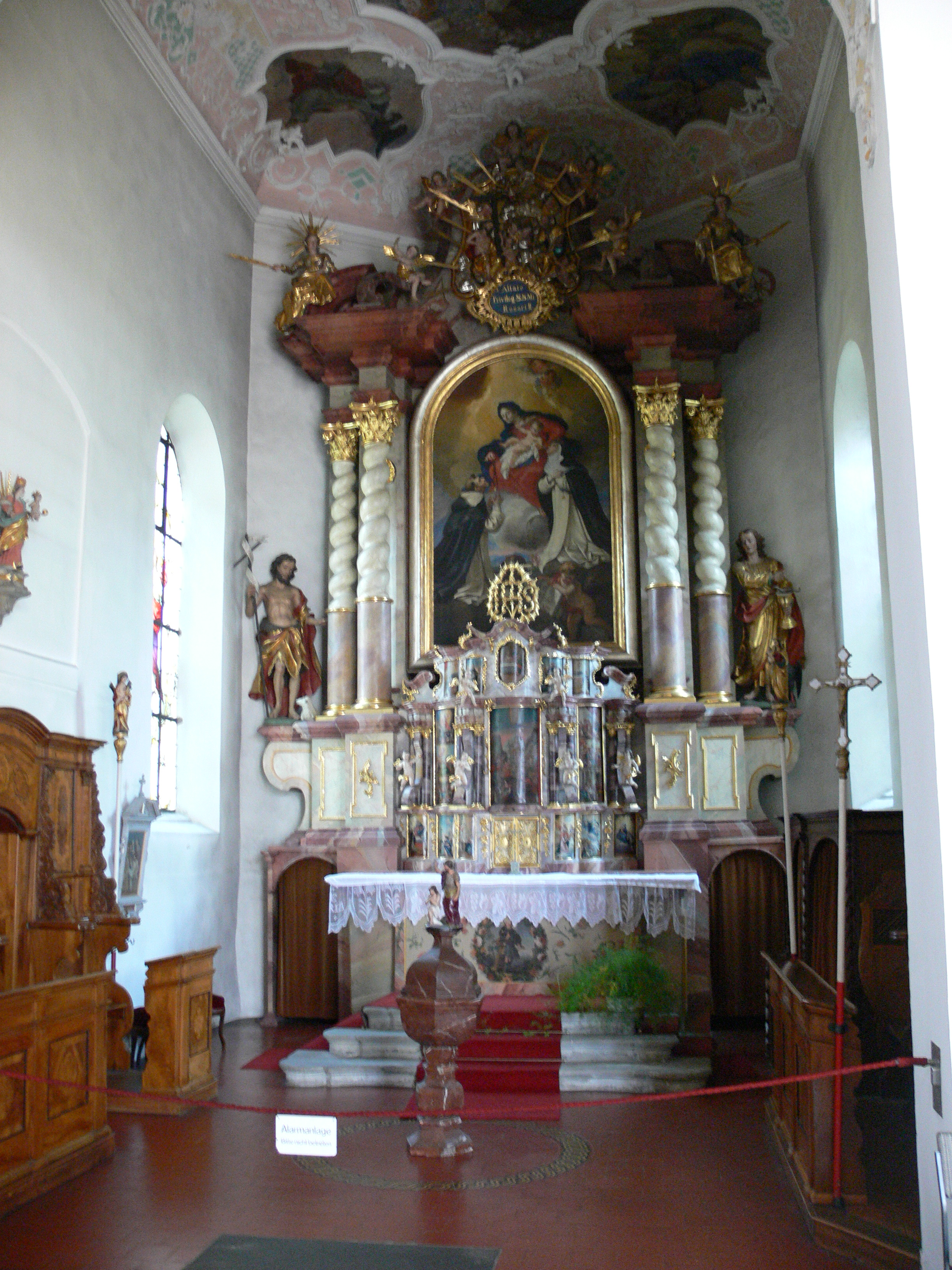
Rosenkranzaltar
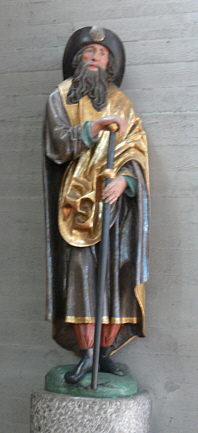
Jakobusstatue

### Orgel

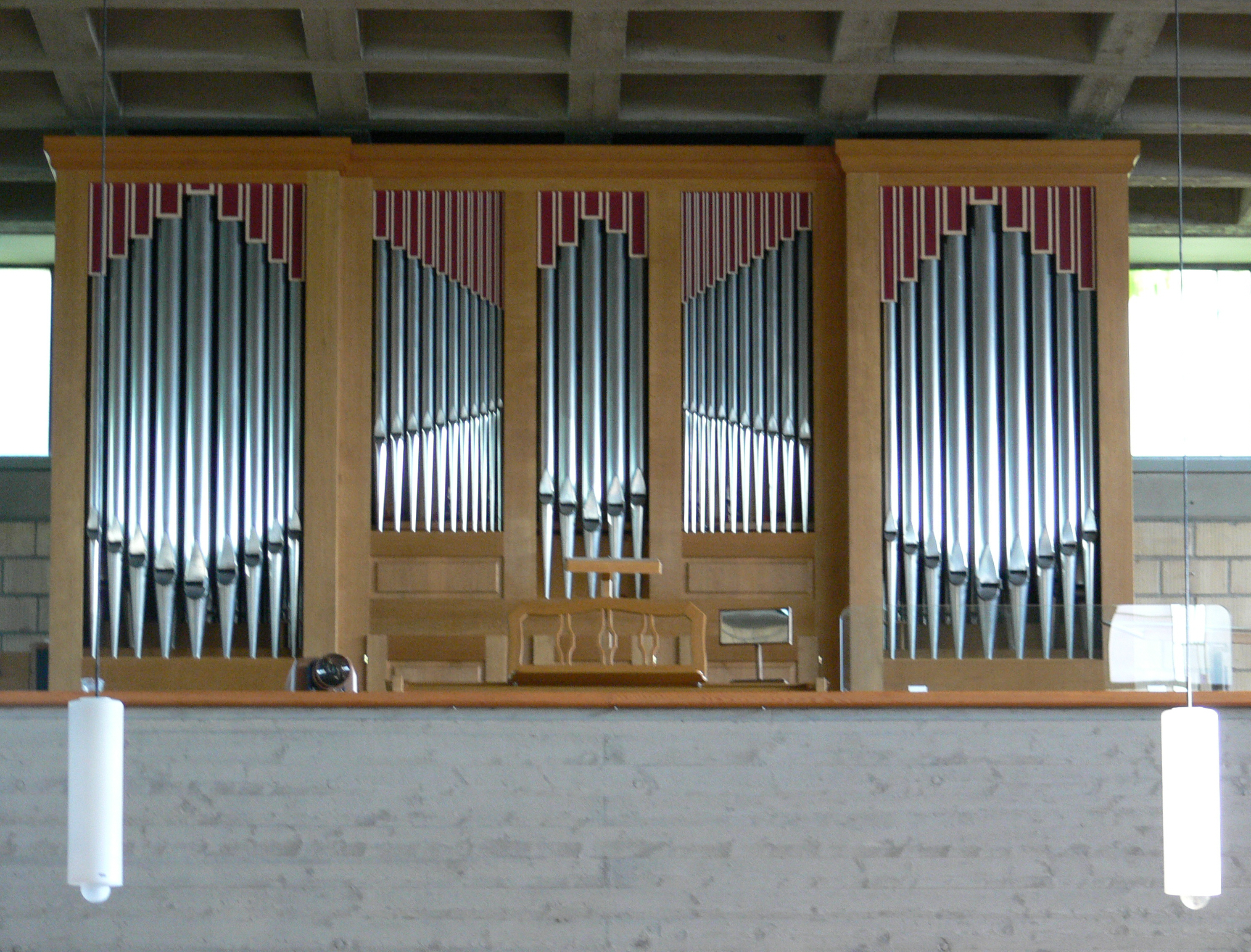
Orgel

Die Orgel in der Kirche ist ein Instrument mit 15 Registern auf zwei Manualen und Pedal, das 1997 als  Opus 480 von der Firma Reiser Orgelbau auf der Empore im hinteren Teil des neuen Kirchenschiffs aufgebaut wurde.

## Jakobusweg
Brochenzell liegt am oberschwäbischen Jakobsweg. Der von Ravensburg herführende Weg teilt sich hier, verläuft östlich über Tettnang und Kressbronn am Bodensee nach Nonnenhorn bzw. westlich über Markdorf und Meersburg nach Konstanz. Ziel aller Jakobswege ist das Grab des Heiligen Jakobus im spanischen Santiago de Compostela.